# Uyên Hưng
Uyên Hưng is een thị trấn in het district Tân Uyên, een van de districten in de Vietnamese provincie Bình Dương. Uyên Hưng is de hoofdplaats van het district.
De oppervlakte van Uyên Hưng bedraagt 593,3 km². Uyên Hưng heeft 157.187 inwoners. Uyên Hưng ligt op de noordelijke oever van de Đồng Nai.

## Geografische ligging
| Aangrenzende administratieve eenheden | Aangrenzende administratieve eenheden | Aangrenzende administratieve eenheden | Aangrenzende administratieve eenheden | Aangrenzende administratieve eenheden |
| ------------------------------------- | ------------------------------------- | ------------------------------------- | ------------------------------------- | ------------------------------------- |
| Hội Nghĩa                             |                                       | Tân Lập                               |                                       |                                       |
|                                       |                                       |                                       |                                       |                                       |
| Tân Hiệp                              | Đất Cuốc Tân Mỹ                       |                                       |                                       |                                       |
|                                       |                                       |                                       |                                       |                                       |
| Khánh Bình                            |                                       | Bạch Đằng                             |                                       | Bình Lợi (Đồng Nai)                   |